# فان‌دریا (رود)

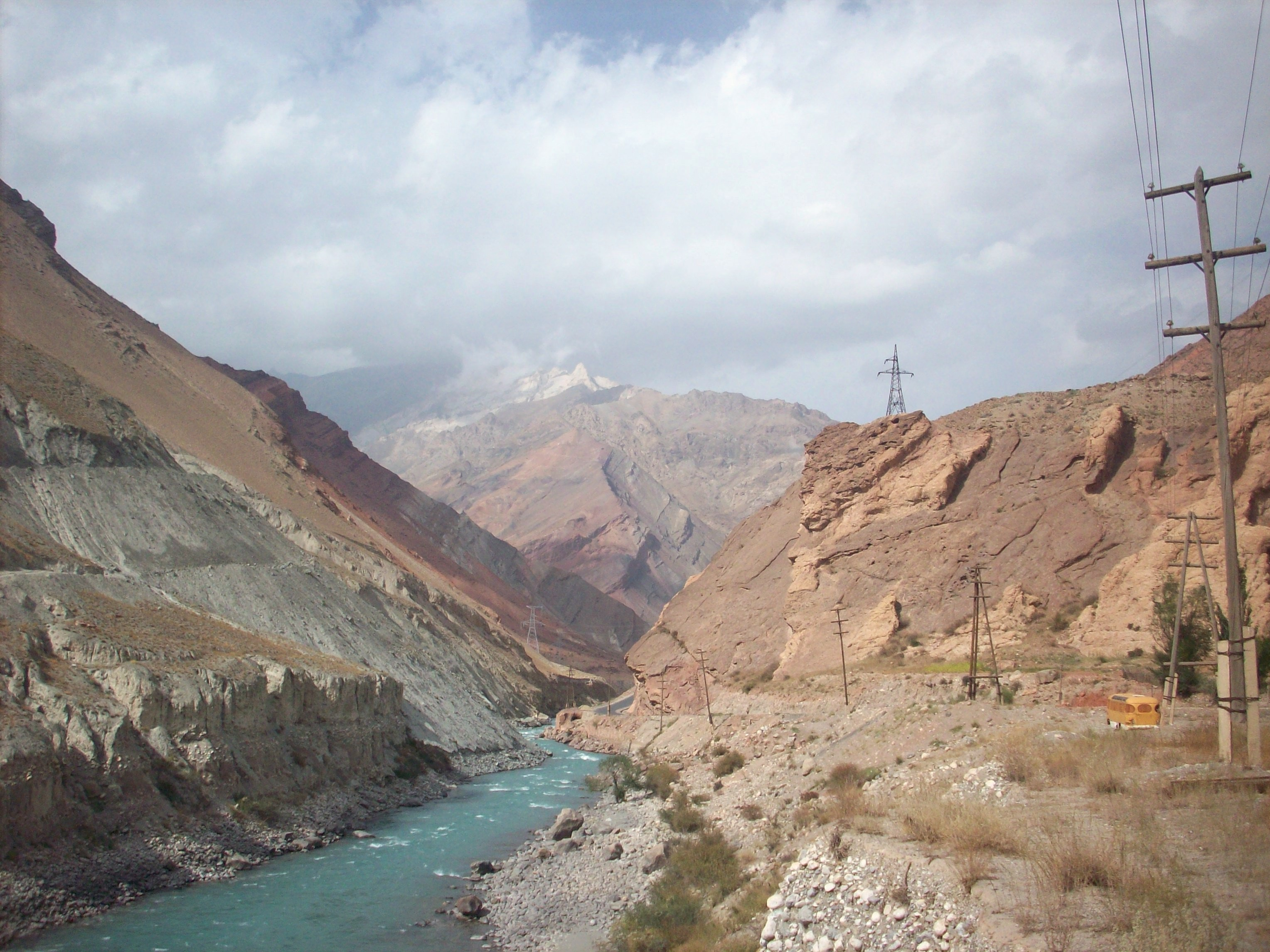
رودخانهٔ فان‌دریا

فان‌دریا— یکی از رودهای تاجیکستان است، که شاخه سمت چپ و از ریزابه‌های رودخانه زرافشان است. طولش ۲۴ کیلومتر، مساحت حوضه جاری‌شوی آن ۳۲۳۰ km² و دبی آب آن — ۶۲٬۶ мс. می‌باشد.
فان‌دریا ۵۸ درصد آب خود را از شاخه اصلی خود، رودخانه یغناب، که از یخچال‌های طبیعی رشته کوه زرافشان تغذیه می‌شود، دریافت می‌کند و ۳۰ درصد را از اسکندردریا، که سرچشمه آن اسکندرکول است، دریافت می‌کند.
سرچشمه رودخانه نزدیک شهر زرافشان است - رودخانه یغناب با اسکندردریا می‌آمیزد و فان‌دریا نامیده می‌شود و ۲ کیلومتر قبل از رسیدن به شهر عینی با رودخانه زرافشان یکی می‌شود.
طول فان‌دریا به همراه رودخانه یغناب تنها ۱۴۰ کیلومتر است.
بزرگراه دوشنبه - سمرقند - تاشکند در امتداد خط رودخانه قرار دارد.